# Gáfete
Gáfete is een plaats (freguesia) in de Portugese gemeente Crato en telt 1 063 inwoners (2001).